# Asplenium costei
Asplenium costei är en svartbräkenväxtart som beskrevs av René Verriet de Litardière. Asplenium costei ingår i släktet Asplenium och familjen Aspleniaceae. Inga underarter finns listade.